# Contract Relationship Starting Today
Contract Relationship Starting Today (Hangul: 오늘부터 계약연애; RR: Oneulbuteo Gyeyagyeonae, también conocida como Be My Boyfriend) es una serie web surcoreana transmitida del 25 de febrero de 2021 a través de Naver TV Cast y VLive, y el 2 de marzo de 2021 a través de Youtube hasta el 15 de abril de 2021.
La serie es un spin-off del popular drama web Best Mistake.

## Sinopsis
La serie sigue a Lee Seung-min, un joven con poca presencia, tímido y tranquilo cuya vida da un giro cuando Oh Ji-na, la joven más popular y aprendiz de idol, le ofrece una relación contractual.

## Reparto

### Personajes principales
| Actor           | Personaje     | N.º de episodios | Notas |
| --------------- | ------------- | ---------------- | --- |
| Shin Hyun-seung | Lee Seung-min | 15               | Es un joven estudiante de primer de la escuela "Hwayang High" año que está viviendo una vida normal, es bueno en los estudios y el deporte. Es considerado por sus amigos y compañeros como un joven amistoso, considerado y sincero. Está enamorado en secreto de Oh Ji-na, la joven más popular de su escuela. Un día, su vida cambia cuando de repente Ji-na le realiza oferta para iniciar una relación contractual con ella sin embargo en el proceso ambos comienzan a enamorarse y finalmente comienzan una relacioón. Es buen amigo de Oh Ba-wool. |
| Lee Shi-woo     | Oh Ji-na      | 15               | Es una estudiante de "Hwayang High" y el centro de atención dentro de los estudiantes de primero debido a su belleza y personalidad. Es una prometedora aprendiz de idol de una agencia famosa. Aunque parece fría y difícil de para hablar en realidad es una joven sencilla y tranquila. Es envidiada por todas las chicas de su escuela. Comienza una relación contractual con Lee Seung-min, sin embargo en el proceso termina enamorándose de él y finalmente comienzan una relación. Es buena amiga de Joo Min-ji y de Seong Han-na, sin embargo poco después se da cuenta de que en realidad Han-na tiene celos de ella, cuando intenta hacerla quedar mal frente a todos en la escuela. Cuando Han-na le pide que termine su relación con Seung-min si quiere que ella vuelva a ser su amiga, aunque al inicio Ji-na lo hace, finalmente decide terminar su amistad con Han-na y recupera su relación con Seung-min. |

### Personajes secundarios
| Actor           | Personaje    | N.º de episodios | Notas |
| --------------- | ------------ | ---------------- | --- |
| Lim Seong-gyun  | Ku Hyung-tak | -                | Es un excelente y carismático jugador de béisbol, así como un popular estudiante en "Hwayang High" debido a su estilo chic. Con sus buenas notas y amistades, acapara el amor de las estudiantes y la admiración de los profesores. Es el exnovio de Oh Ji-na, aunque intenta recuperarla a pesar de que ella está saliendo con Lee Seung-min. Cuando descubre que Ji-na terminó con Seung-min después de que Seong Han-na le dijera que podría vovler a ser su amiga si terminaba su relación con él, Hyung-tak le aconseja que no renuncie a su amor por otra persona y que no deje que la lastimen. Finalmente cuando se da cuenta de que Ji-na es feliz junto a Seung-min, acepta que la perdió y decide ser su amigo. |
| Choi Yu-ju      | Seong Han-na | -                | Es parte del trío popular de primer año de la escuela "Hwayang High" y aunque se hace pasar como amiga de Oh Ji-na y Joo Min-ji, en realidad está celosa de Ji-na. Tiene una personalidad llamativa y arrogante, por lo que es difícil acercarse a ella y tiende a culpar a otros cuando las cosas no salen como ella quiere. Tiene un excelente sentido de la moda, por lo que le gusta estar siempre actualizada en tendencias. Después de que Ji-na comienza a salir con Lee Seung-min, Han-na comienza a tener sentimientos por él e intenta que Ji-na rompa con él. Aunque al inicio intenta dejar mal a Ji-na enfrente de toda la escuela, sus intentos no funcionan y cuando intenta hacer que termine con Seung-min para que ella pueda volver a ser su amiga, tampoco lo logra y finalmente Ji-na decide terminar su amistad con ella. Más tarde comienza a faltar a la escuela y decide dejarla, así como a la agencia. |
| Kim Byeong-kwan | Oh Ba-wool   | -                | Es un estudiante de secundaria de la escuela "Hwayang High", que sueña con convertirse en un famoso influencer. En la escuela es conocido gracias a su actitud amigable y realista, conoce a todos y sabe todo lo que pasa en la escuela. Es amigo de Lee Seung-min y novio de Joo Min-ji. |
| Jung Bo-min     | Joo Min-ji   | -                | Es parte del popular trío de primero junto a sus amigas Oh Ji-na y Seong Han-na en "Hwayang High". Es considerada como la "Paris Hilton" de la escuela. Tiene una personalidad alegre y es amada por muchos. Cuando Han-na busca pelear con Ji-na, ella actúa como la mediadora. Es la novia de Oh Ba-wool. Más tarde, cuando Han-na decide irse de la escuela, aunque Min-ji le desea lo mejor, Han-na la ignora. |

### Apariciones especiales
| Actor                 | Personaje       | Episodio donde apareció | Notas |
| --------------------- | --------------- | ----------------------- | --- |
| Lee Eun-jae           | Kim Yun-doo     | 1, 15                   | Es una estudiante y la novia de Ji Hyun-ho. |
| Kang Yul              | Ji Hyun-ho      | 1, 15                   | Es un popular estudiante dentro de los jóvenes mayores de la escuela "Hwayang High" y el novio de Kim Yun-doo.                                                   |
| Hwang Geon            | -               | 3, 15                   | Es el padre de Lee Seung-min. Más tarde cuando ve a Seung-min triste por haber terminado con Oh Ji-na, el aconseja que no renuncie a ella e intente recuperarla. |
| Park E-hyun (박이현)  | Ryu Seol        | 11                      | Es una estudiante, así como la hermana mayor de Oh Ji-na y novia de Seo Joo-ho.                                                                                  |
| Yoon Jun-won (윤준원) | Seo Joo-ho      | 11                      | Es un estudiante y el novio de Ryu Seol. |
| Lee Jung-joon         | Choi Seung-hyun | 12-13                   | Es un estudiante y compañero del equipo de béisbol de Ku Hyung-tak. Cuando ve que Hyung-tak está sufriendo al ver a Lee Seung-min y Oh Ji-na juntos, lo anima.   |

## Episodios
La serie web está conformada por 15 episodios, los cuales fueron emitidos todos los martes y jueves a las 6:00 (KST).
El 25 de febrero de 2021 fue su prelanzamiento a través de Naver TV Cast y VLive y posteriormente fue estrenada el 2 de marzo en KOKTV YouTube.

### Ratings
Los números en color rojo indican las calificaciones más bajas, mientras que los números en azul indican las calificaciones más altas.

## Producción
La serie web también es conocida como Be My Boyfriend, Contract Love From Today y/o Contract Relationship.
Fue dirigida por Lee Shi-young, quien contó con el apoyo del guionista Han Song-yi.
La primera lectura del guion fue realizada el 12 de enero de 2021 en Corea del Sur.
La serie web fue producida por WHYNOT.